# René Maessen (voetballer)
René Maessen (Brunssum, 19 maart 1962) is een voormalig Nederlands voetballer die zestien jaar lang als verdediger uitkwam voor Fortuna Sittard. Daarnaast kwam hij uit voor de Limburgse amateurclubs EHC, SVN en RIOS '31. Maessen was jarenlang commercieel medewerker bij zijn oude club Fortuna Sittard en woont in Amstenrade.

## Loopbaan
René Maessen werd geboren in het Limburgse Brunssum, maar groeide op in Hoensbroek waar hij voor het eerst ging voetballen bij het plaatselijke EHC. Daar speelde hij totdat hij in 1978 werd opgepikt door Fortuna Sittard. Hij zou in Sittard blijven spelen totdat Fernando Ricksen hem uit de basis verdrong in 1994.
Maessen kwam uiteindelijk tot 447 professionele wedstrijden wat tot op heden nog altijd als record geldt voor de Limburgse ploeg. Naast zijn carrière als voetballer was Maessen ook actief als turner en als wedstrijdzwemmer.